# Peyrehorade
Peyrehorade è un comune francese di 3 611 abitanti situato nel dipartimento delle Landes nella regione della Nuova Aquitania.

## Etimologia
Il nome deriva dal guascone Pèira horada (it. "pietra forata").

## Geografia fisica
La città si trova fra le Landes della Guascogna, i Paesi baschi e il Béarn, nella valle verdeggiante di una regione ondulata. Nel territorio del comune scorre il corso d'acqua delle Gaves réunis, affluente del fiume Adour.

## Società

### Evoluzione demografica
Abitanti censiti

## Storia
Peyrehorade è stata fondata nel 1448 dal re di Francia Carlo VII.

## Economia
Il comune è una delle due località francesi combinanti ricerca e produzione di Organismi geneticamente modificati (OGM), quali girasoli, mais e colza, della società multinazionale Monsanto.
Tutti i mercoledì mattina si tiene a Peyrehorade un mercato secondo una tradizione che risale al 1358.

## Monumenti
- Chiesa di Saint-Martin de Peyrehorade
- Castello di Montréal. Eretto nel XVI secolo. Ai quattro angoli vi sono altrettanti robuste torri a sezione tonda. Antica residenza dei visconti del pays d'Orthe, divenne successivamente un ospedale militare, poi un convento e un Istituto tecnico. Oggi funge da Hôtel de Ville.
- Lo château d'Aspremont, eretto a partire dall'XI secolo con la costruzione di un donjon. Nel XII secolo venne eretto un secondo donjon e il castello divenne la residenza dei visconti del pays d'Orthe dal XV al XVI secolo.[3]

## Peyrehorade in letteratura
- Monsieur de Peyrehorade, è un personaggio della novella fantastica La Venere d'Ille di Prospero Mérimée.

## Amministrazione

### Gemellaggi
- Saint-Louis (Alto Reno)
- Medina de Pomar

## Galleria d'immagini

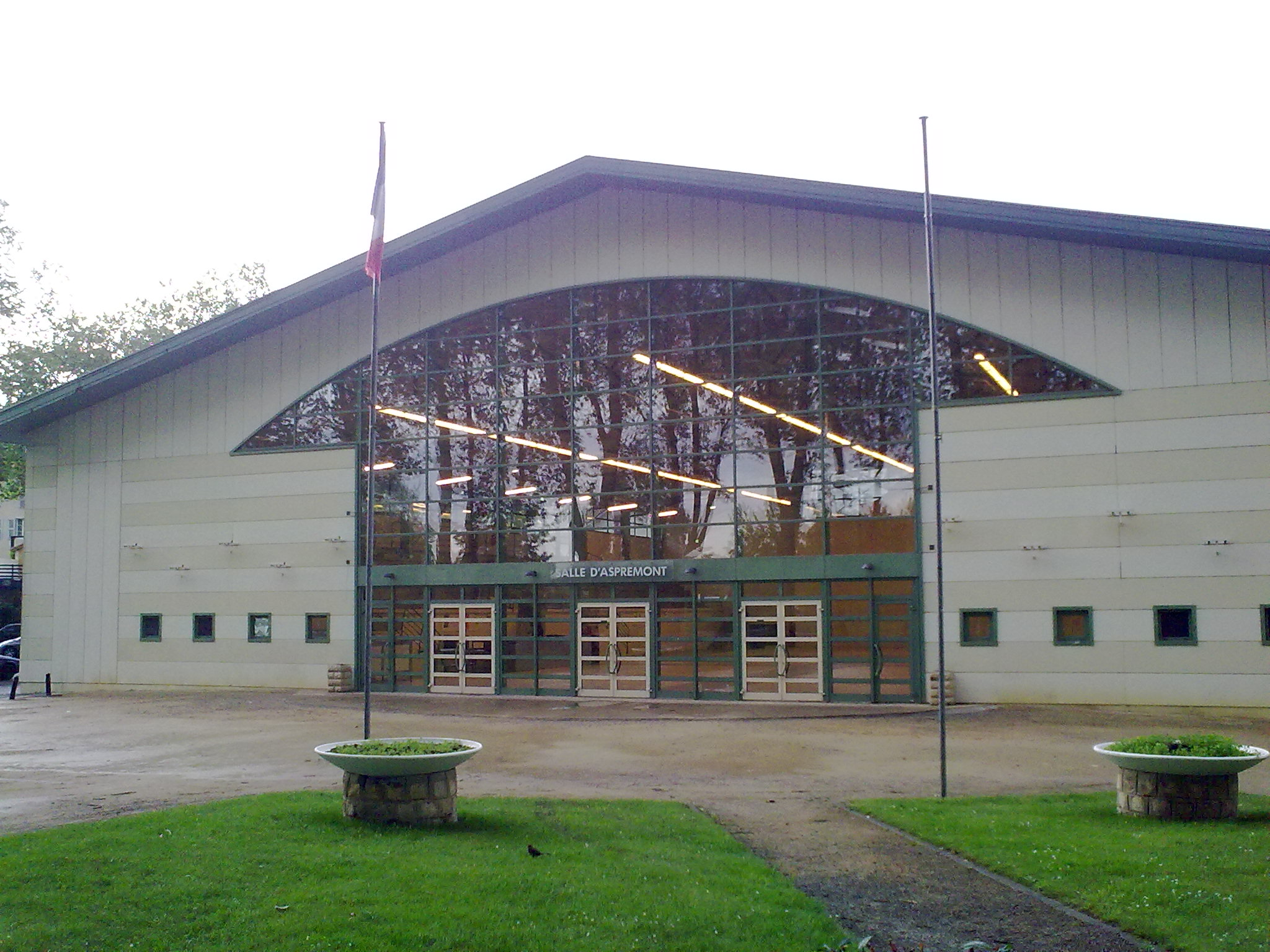
Sala polivalente
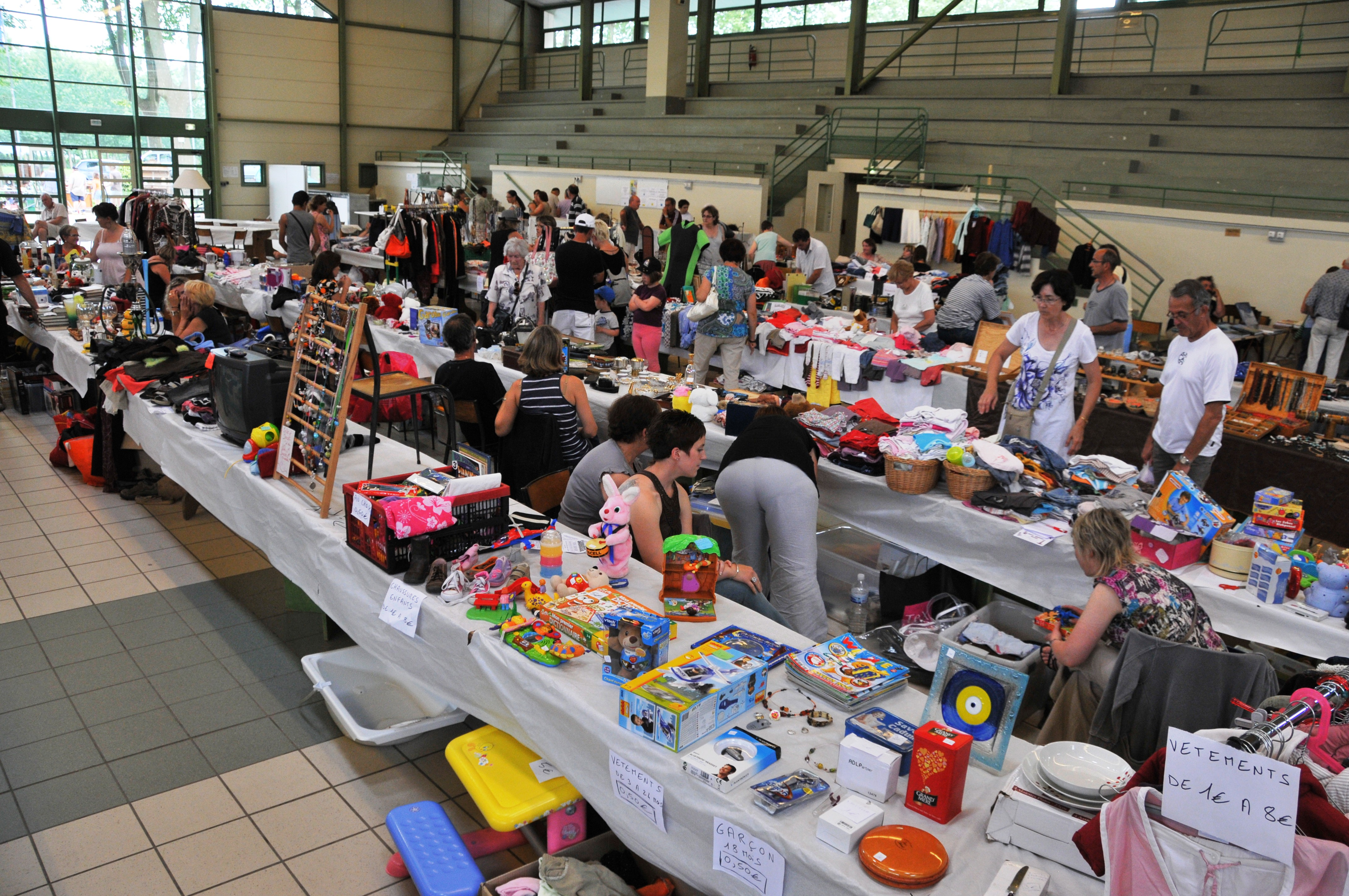
Mercato d'altri tempi nella sala polivalente
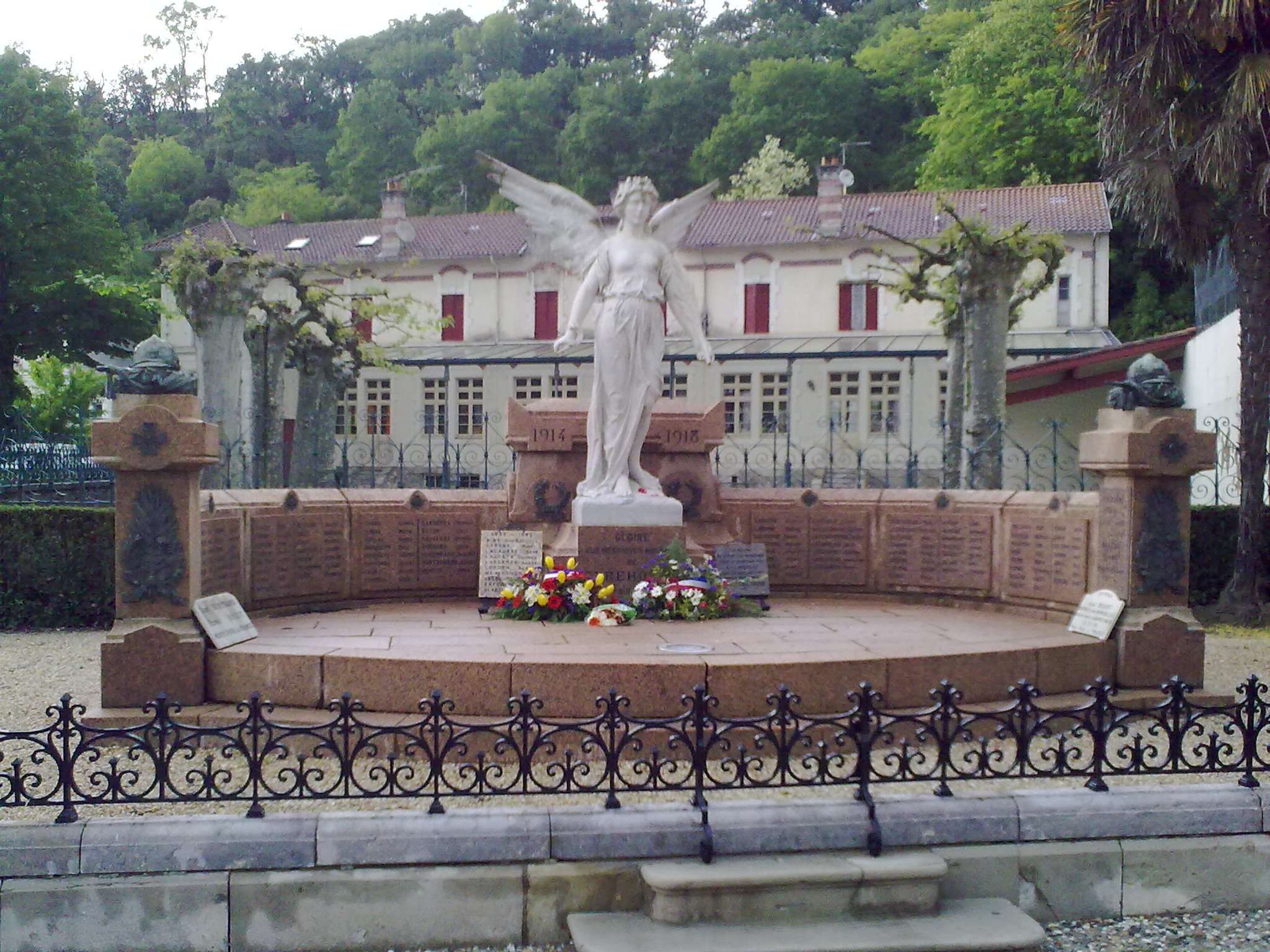
Monumento ai caduti
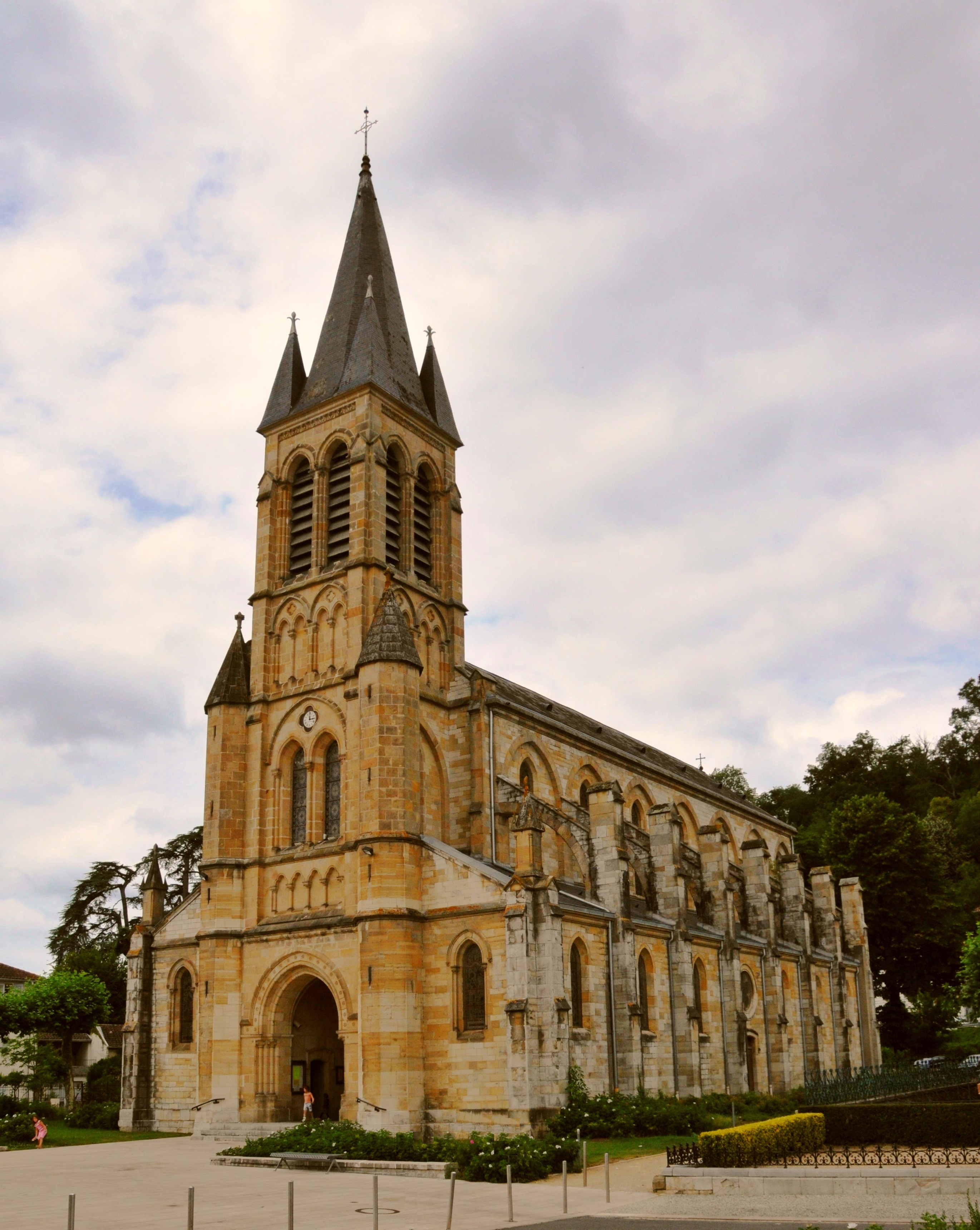
La chiesa di Saint-Martin de Peyrehorade
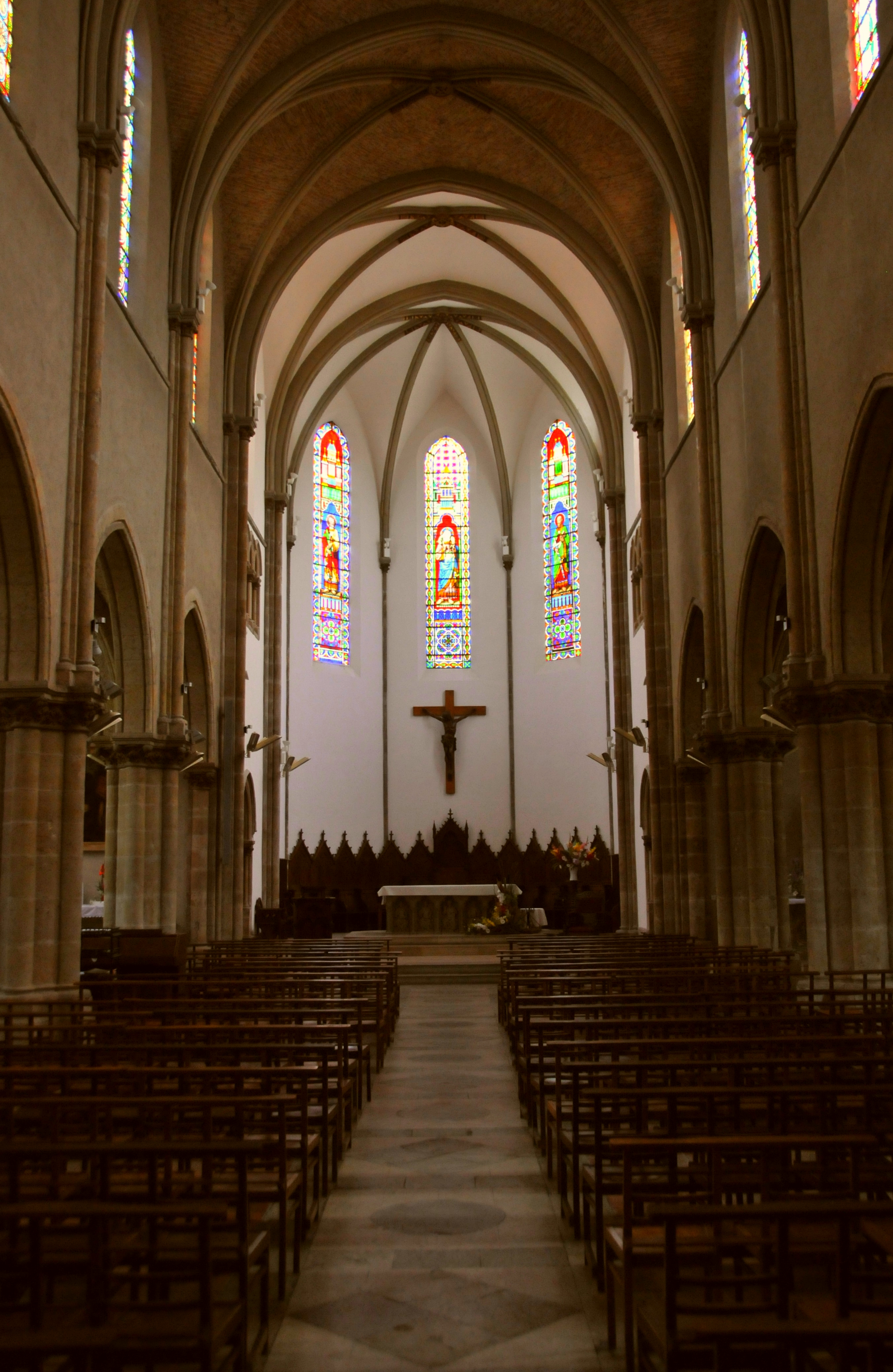
Interno della chiesa (veduta verso l'altar maggiore)
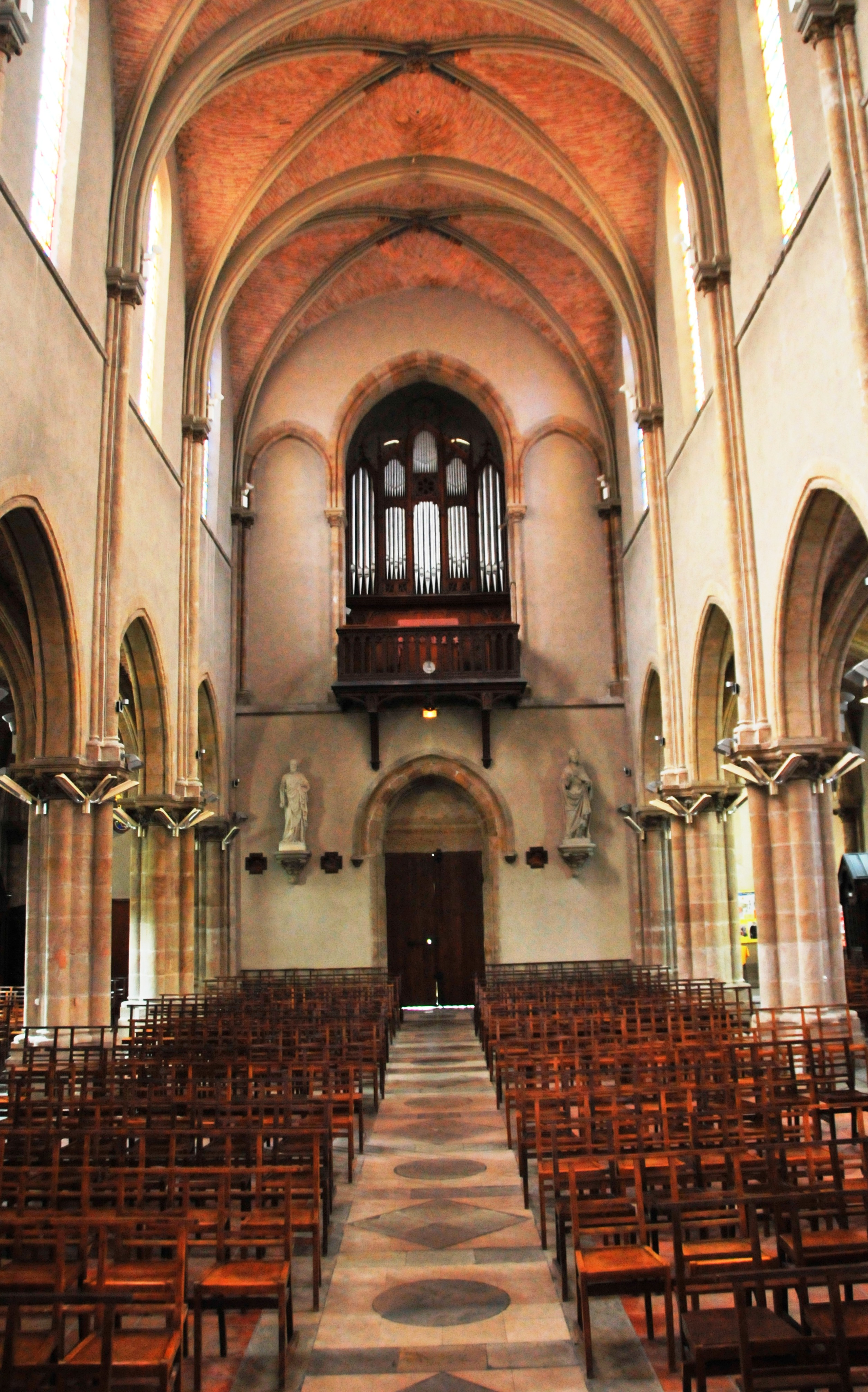
Interno della chiesa (veduta verso l'organo)